# 58. nordlige breddekreds
Den 58. nordlige breddekreds (eller 58 grader nordlig bredde) er en breddekreds, der ligger 58 grader nord for ækvator. Den løber gennem Europa, Asien, Stillehavet, Nordamerika og Atlanterhavet.